# Kartogram

Ett kartogram där Sveriges kommuners area viktats efter folkmängd

Kartogram är ett slags diagram i form av en karta där den geografiska ytan är förvrängd för att visa på ett geografiskt områdes relativa vikt inom det område som kartan behandlar. Vanliga ämnen för kartogram är folkmängd, produktion av olika varor, inkomst, statliga utgifter, energiförbrukning, et cetera, men i princip vad som helst som kan kvantifieras och knytas till ett bestämt geografiskt område kan avbildas.[källa behövs]
Det första kända kartogramet skapades av Pierre Émile Levasseur 1876.